# Natação nos Jogos Olímpicos de Verão da Juventude de 2010 - 200 m costas feminino
As provas dos 200 metros costas feminino da natação nos Jogos Olímpicos de Verão da Juventude de 2010 foram realizadas no dia 17 de agosto, na Escola dos Desportos, em Cingapura. 32 nadadoras estavam inscritas neste evento.

## Medalhistas
| Ouro   | CHN Anqi Bai      |
| Prata  | USA Kaitlyn Jones |
| Bronze | UKR Daryna Zevina |

## Eliminatórias

### Eliminatória 1
| Pos. | Raia | Nome                                | País            | Tempo   | Notas |
| ---- | ---- | ----------------------------------- | --------------- | ------- | ----- |
| 1    | 4    | Yulduz Kuchkarova                   | UZB Uzbequistão | 2:18.69 |       |
| 2    | 5    | Julia Gerotto                       | BRA Brasil      | 2:23.75 |       |
| 3    | 6    | Karen Vilorio                       | HON Honduras    | 2:24.36 |       |
| 4    | 3    | Lee-Ann Rose                        | BAR Barbados    | 2:25.29 |       |
| 5    | 7    | Chriselle Wyn Jia Koh               | SIN Singapura   | 2:25.81 |       |
| 6    | 8    | Karla Yolanda Rafaela Toscano Lopez | GUA Guatemala   | 2:26.23 |       |
| 7    | 2    | Adeline Shu Jian Winata             | SIN Singapura   | 2:27.49 |       |
| 8    | 1    | Ayesha Marie Noel                   | GRN Granada     | 2:42.60 |       |

### Eliminatória 2
| Pos. | Raia | Nome              | País              | Tempo   | Notas |
| ---- | ---- | ----------------- | ----------------- | ------- | ----- |
| 1    | 3    | Barbora Zavadova  | CZE Chéquia       | 2:14.64 | Q     |
| 2    | 4    | Klaudia Nazieblo  | POL Polônia       | 2:16.54 | Q     |
| 3    | 5    | Alexandra Papusha | RUS Rússia        | 2:17.36 |       |
| 4    | 2    | Mina Ochi         | JPN Japão         | 2:18.26 |       |
| 5    | 6    | Natasha de Vos    | RSA África do Sul | 2:19.03 |       |
| 6    | 8    | Danielle Villars  | SUI Suíça         | 2:19.31 |       |
| 7    | 1    | Alexandra Dobrin  | ROU Romênia       | 2:22.90 |       |
| 8    | 7    | Madison Wilson    | AUS Austrália     | 2:26.76 |       |

### Eliminatória 3
| Pos. | Raia | Nome              | País           | Tempo   | Notas |
| ---- | ---- | ----------------- | -------------- | ------- | ----- |
| 1    | 4    | Daryna Zevina     | UKR Ucrânia    | 2:15.12 | Q     |
| 2    | 6    | Marie Jugnet      | FRA França     | 2:15.53 | Q     |
| 3    | 5    | Yukiko Watanabe   | JPN Japão      | 2:16.82 | Q     |
| 4    | 2    | Martina Elhenicka | CZE Chéquia    | 2:17.86 |       |
| 5    | 7    | Juanita Barreto   | COL Colômbia   | 2:18.66 |       |
| 6    | 8    | Diana Chang       | ECU Equador    | 2:21.18 |       |
| 7    | 3    | Sarah Rolko       | LUX Luxemburgo | 2:21.98 |       |
| 8    | 1    | Mabel Sulic       | CRO Croácia    | 2:23.36 |       |

### Eliminatória 4
| Pos. | Raia | Nome               | País               | Tempo   | Notas |
| ---- | ---- | ------------------ | ------------------ | ------- | ----- |
| 1    | 6    | Kaitlyn Jones      | USA Estados Unidos | 2:13.46 | Q     |
| 2    | 4    | Anqi Bai           | CHN China          | 2:14.94 | Q     |
| 3    | 5    | Dörte Baumert      | GER Alemanha       | 2:16.43 | Q     |
| 4    | 3    | Allison Roberts    | USA Estados Unidos | 2:17.29 |       |
| 5    | 1    | Isabella Arcila    | COL Colômbia       | 2:18.71 |       |
| 6    | 8    | Renee Stothard     | NZL Nova Zelândia  | 2:20.14 |       |
| 7    | 7    | Ida Lindborg       | SWE Suécia         | 2:21.26 |       |
| 8    | 2    | Lourdes Villasenor | MEX México         | 2:21.77 |       |

## Final
| Pos.              | Raia | Nome             | País               | Tempo   | Notas |
| ----------------- | ---- | ---------------- | ------------------ | ------- | ----- |
| Medalha de ouro   | 3    | Anqi Bai         | CHN China          | 2:11.46 |       |
| Medalha de prata  | 4    | Kaitlyn Jones    | USA Estados Unidos | 2:12.20 |       |
| Medalha de bronze | 6    | Daryna Zevina    | UKR Ucrânia        | 2:12.31 |       |
| 4                 | 2    | Marie Jugnet     | FRA França         | 2:13.60 |       |
| 5                 | 5    | Barbora Zavadova | CZE Chéquia        | 2:14.16 |       |
| 6                 | 7    | Dörte Baumert    | GER Alemanha       | 2:16.15 |       |
| 7                 | 1    | Klaudia Nazieblo | POL Polônia        | 2:16.45 |       |
| 8                 | 8    | Yukiko Watanabe  | JPN Japão          | 2:18.36 |       |